# Polemón I
Polemón I del Ponto (60-8 a. C.), rey del Ponto de 38-8 a. C., rey de Sophene de 33 a 30 a. C. y rey del Bósforo de 14–8 a. C.

## Aliado de Roma
Hijo de Zenón, famoso orador de Laodicea, ciudad de Caria. Fue un fiel apoyo de la política de expansión romana llevada a cabo por Marco Antonio en Asia Menor. Recibió de Marco Antonio, por los servicios prestados por su padre y por los suyos propios, el gobierno de parte de Cilicia, sin título real, en 39 a. C.
Poco después cambió este principado por el Ponto, con el título de rey (ya lo era en 36 a. C.) y cooperó con Marco Antonio en la campaña contra los partos, siendo derrotado junto a Appius Statianus y hecho prisionero. Fue liberado a cambio de un rescate. Marco Antonio había reconstituído parcialmente el reino del Ponto para él, el cual fue llamado desde entonces, Ponto Polemoniaco, sobre el que reinaría de 38-8 a. C. Tendría que esperar hasta el año 26 a. C. para obtener de Augusto la confirmación de su autoridad sobre estos territorios.
En 35 a. C., negoció la alianza del rey de Atropatene, Artavasdes, al que consiguió hacer cliente de Roma. 
El triunviro le dio en agradecimiento el reino de la Pequeña Armenia (sin perder el Ponto). Auxilió a Marco Antonio y a Cleopatra en la Batalla de Accio (31 a. C.), pero supo concluir la paz con Augusto, quien le confirmó como rey del Ponto y de Armenia y más tarde le calificó de amigo y aliado del pueblo romano. 
En el año 16 a. C., Agripa le encargó someter el Reino del Bósforo, que a la muerte de Asandro había sido usurpado por Escribonio. El usurpador Escribonio, fue asesinado por los habitantes del Reino del Bósforo, antes de la llegada de Polemón, que se autoproclamó rey, eliminando a los que se le oponían. Agripa le confirmó en el trono, y después el propio Augusto.

## Matrimonios
Después de la muerte de Escribonio, habría ocupado con Dinamia, hija de Farnaces II y viuda de Asandro, este trono del año 14 al 8 a. C. Su reino abarcaba el Ponto y Cólquida, y el Reino del Bósforo hasta el río Tanais (Don). La ciudad de Tanais, que se rebeló para recuperar su independencia, fue arrasada. 
Después de un año de matrimonio, abandonó a su esposa Dinamia, que se refugió con Aspurgos, el hijo habido de su unión con Asandro. 
En 13 a. C., se casó con Pitodoris del Ponto, nieta de Marco Antonio.
Más tarde, emprendió una expedición contra los aspurgios, una tribu sármata del norte de Fanagoria, partidaria de la familia de Asandro. Polemón fue atraído a una trampa, hecho prisionero y ejecutado, en una fecha desconocida, pero en todo caso posterior al 2 a. C., año en el que aún gobernaba.
A su muerte, expulsada su familia del reino, por Tiberio Julio Aspurgos, el hijo de Asandro y de Dinamia no pudo mantenerse en Táurica, pero su esposa Pitodoris continuó reinando sobre el Reino del Ponto hasta 27-31.

## Descendencia
Con Pitodoris, que le sucedió en el trono, tuvo tres hijos: Polemón II, que fue corregente de su madre. El otro hijo, Artaxias III Zenón, recibió principalmente los territorios de la Pequeña Armenia. Su hija Antonia Trifena se casó con Cotis VIII, rey de Tracia. Con Dinamia no tuvo hijos.